# 1853 en mathématiques
Cet article présente les faits marquants de l'année 1853 en mathématiques.

## Évènements
- 20 juin : Lejeune Dirichlet lit devant l'Académie des sciences de Berlin un article du mathématicien allemand Leopold Kronecker intitulé Mémoire sur les facteurs irréductibles de l'expression xn - 1 qui donne une première preuve du théorème de Kronecker-Weber[1]. Cette preuve est fausse, il faut encore un demi-siècle pour obtenir un résultat rigoureux.

## Naissances

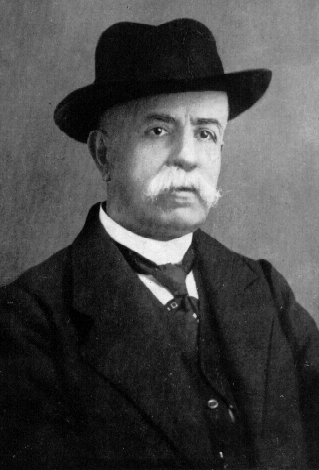
Gregorio Ricci-Curbastro

- 12 janvier : Gregorio Ricci-Curbastro (mort en 1925), mathématicien italien.
- 17 avril : Arthur Moritz Schoenflies (mort en 1928), mathématicien allemand.
- 11 mars : Salvatore Pincherle (mort en 1936), mathématicien italien.
- 17 juillet : Alexius Meinong (mort en 1920), mathématicien, théologien et philosophe tchèque.
- 24 octobre : Heinrich Maschke (mort en 1908), mathématicien allemand.
- 22 décembre : Evgraf Fedorov (mort en 1919), mathématicien, cristallographe et minéralogiste russe.

## Décès

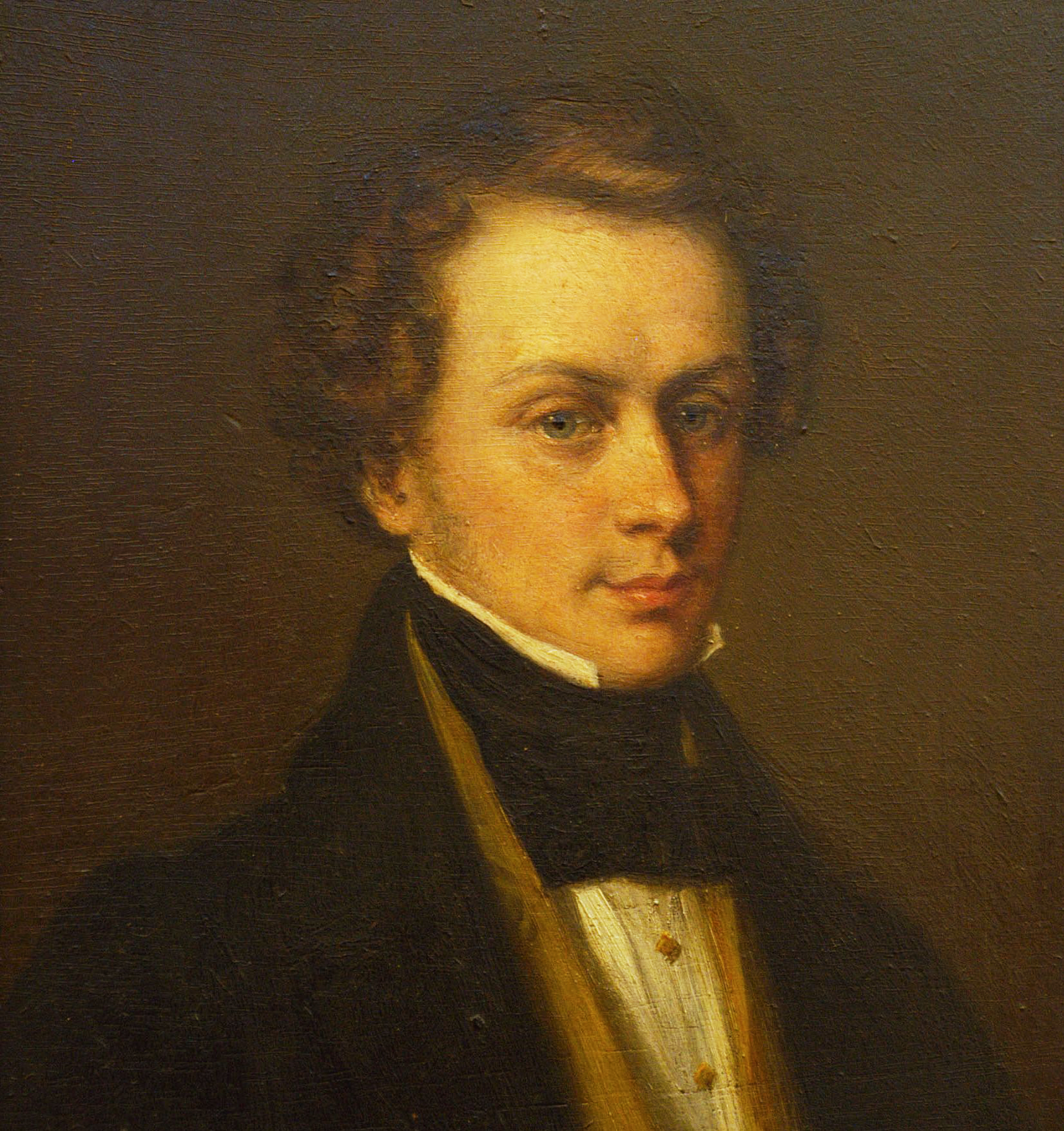
Christian Doppler

- 17 mars : Christian Doppler (né en 1803), mathématicien et physicien autrichien.
- 5 août : Théodore Olivier (né en 1793), mathématicien français.